# Čačvina
Čačvina je naselje u sastavu Grada Trilja, u Splitsko-dalmatinskoj županiji. 

## Zemljopis
Nalazi se oko 5 km zapadno od Trilja. Najbliža naselja su Velić (1 km sjeverno) i Vrpolje (3 km zapadno).

## Stanovništvo
| broj stanovnika | 124   |       | 247   | 267   | 326   | 302   |       | 140   | 279   | 298   | 291   | 288   | 260   | 155   | 98    | 93    | 59    |
|                 | 1857. | 1869. | 1880. | 1890. | 1900. | 1910. | 1921. | 1931. | 1948. | 1953. | 1961. | 1971. | 1981. | 1991. | 2001. | 2011. | 2021. |

## Znamenitosti
- Utvrda Čačvina

## Povijest
Čačvina se nalazi pored vjekovnog puta koji iz Cetinske krajine preko Buškog blata vodi prema Livnu i Duvnu. Ovom rutom i danas vodi put od Trilja prema Livnu: državna cesta D220.
Ovaj je prirodni prolaz oduvijek je bio glavni put od Cetinske krajine prema imotskom kraju i jugozapadnoj Bosni, što se može zaključiti iz rasporeda prapovijesnih objekata. 
Utvrda Čačvina se prvi put spominje 1345., a o njoj više u samom članku o utvrdi.

## Vanjske poveznice
- www.cacvina.hr  Arhivirana inačica izvorne stranice od 3. lipnja 2013. (Wayback Machine)